# Nancy Saunders
Nancy Saunders (* 29. Juni 1925 in Los Angeles, Kalifornien als Nancy Sanders; † 13. Juni 2020 in Mission Viejo, Kalifornien) war eine US-amerikanische Schauspielerin. In ihrer mehr als sechzigjährigen Laufbahn wirkte sie in fast vierzig Filmen und Fernsehserien mit.

## Leben
Nancy Saunders wurde 1925 als Nancy Sanders in Los Angeles geboren. 1946 entdeckte sie ein Talentagent, durch den sie noch im selben Jahr ihre erste kleine Rolle in The Bamboo Blonde bekam. Nach weiteren unbedeutenden Auftritten als Statistin erhielt Saunders die Rolle der Sekretärin Miss Wyatt im Film noir The Locket, blieb jedoch im Abspann ungenannt.
In den folgenden Jahren spielte Saunders in mehreren Dutzend Filmen mit, darunter vorwiegend in Nebenrollen. Hierzu zählen kleine Auftritte in den Film noirs The Locket und Die Frau am Strand. Eine Ausnahme bildete das Drama The Millerson Case von 1947, in dem sie die weibliche Hauptrolle spielte. Saunders war zudem in drei Kurzfilmen der The Three Stooges zu sehen: I'm a Monkey's Uncle von 1948, The Ghost Talks von 1949 und Stone Age Romeos von 1955.
1947 wurde Nancy Saunders als Double für Rita Hayworth in mehreren Szenen in Die Lady von Shanghai engagiert. Ein Jahr später doubelte sie Hayworth erneut in Liebesnächte in Sevilla.
1957 beendete Saunders ihrer Schauspiellaufbahn für fast vierzig Jahre, ehe sie 1996 mit einer Gastrolle in der Fernsehserie American Gothic zur Schauspielerei zurückkehrte. Es folgte ein weiterer Gastauftritt in Dawson’s Creek im Jahr 1998 sowie 2003 die Rolle als alte Frau in Killegrew im Kurzfilm Two Soldiers. Nach einer Rolle im Fernsehfilm Was auch geschehen mag beendete Saunders mit 86 Jahren ihre aktive Laufbahn. Ihre gesamte Filmografie umfasst 38 Auftritte in Filmen und Fernsehserien. 2015 war sie jedoch in verschiedenen Rollen in drei Folgen der Dokuserie Hey Moe, Hey Dad über die The Three Stooges zu sehen.
Nancy Saunders war von 1960 bis zu dessen Tod im Jahr 2003 mit Marcus McCallen verheiratet. Sie starb im Juni 2020 im Alter von 94 Jahren an Leukämie.

## Filmografie (Auswahl)
- 1946: The Bamboo Blonde
- 1946: Lady Luck
- 1946: The Secret of the Whistler
- 1946: Slappily Married (Kurzfilm)
- 1946: Criminal Court
- 1946: The Locket
- 1947: The Thirteenth Hour
- 1947: West of Dodge City
- 1947: A Likely Story
- 1947: The Millerson Case
- 1947: Die Frau am Strand (The Woman on the Beach)
- 1947: Brideless Groom (Kurzfilm)
- 1947: The Lone Wolf in London
- 1947: It Had to Be You
- 1947: Die Lady von Shanghai (The Lady from Shanghai; Als Double für Rita Hayworth)
- 1948: Liebesnächte in Sevilla (The Loves of Carmen; Als Double für Rita Hayworth)
- 1948: Ein Mann für Millie (The Mating of Millie)
- 1949: Lassy La Roc, der Mann der Peitsche, 1. Teil – Im Auftrag des Sheriffs (Outlaw Country)
- 1950: Mrs. O’Malley and Mr. Malone
- 1952: Die Todespeitsche (The Frontier Phantom)
- 1952: Die süße Falle (Love is Better Than Ever)
- 1996: American Gothic (Fernsehserie, eine Folge)
- 1998: Dawson’s Creek (Fernsehserie, eine Folge)
- 2003: Two Soldiers (Kurzfilm)
- 2011: Was auch geschehen mag (The Shunning; Fernsehfilm)
- 2015: Hey Moe, Hey Dad (Fernsehserie, drei Folgen)